# Richtingskarakteristiek
De richtingskarakteristiek geeft de gevoeligheid van een microfoon aan als functie van de hoek en de afstand waar het geluid vandaan komt. Deze is vooral belangrijk bij de keuze van de microfoon voor een specifieke situatie.
Verschillende karakteristieken zijn:
- Omni-directioneel (kogelkarakteristiek, ongericht)
- Bi-directioneel (richtingskarakteristiek in de vorm van een 8, dat wil zeggen sterk in twee tegenovergestelde richtingen, zwak in de daarop loodrecht gelegen richting vanwege de 8 vorm is. Deze richtingskarakteristiek ook bekend onder de Engelse naam figure-eight)
- uni-directioneel (gevoelig in één richting)
- cardioïde (nierkarakteristiek)
- semicardioïde
- supercardioïde (supernier)
- hypercardioïde (hypernier)

|                  |           |                |                |       |
| Omnidirectioneel | Cardioïde | Hypercardioïde | Bidirectioneel | Canon |

In bovenstaande grafieken is voor ieder punt op zo'n karakteristiek (hier voorgesteld als een kromme lijn) de afstand tot het middelpunt een maat voor de gevoeligheid in die richting.

## Andere toepassingen
Soortgelijke grafieken worden ook gebruikt voor de richtinggevoeligheid van allerlei soorten antennes, variërend van radio- en tv-antennes tot grote radiotelescopen.
Omdat de wiskundige beschrijving van de karakteristieken voor ontvangstsystemen in wezen dezelfde is als die voor zendsystemen, worden de termen richtingskarakteristiek en stralingsdiagram vaak door elkaar gebruikt.